# مير أباد العليا (كاني سور)
میر أباد العلیا (بالفارسية: میرآباد علیا) هي قرية تقع في إيران في قسم کاني سور الريفي. يقدر عدد سكانها بـ 166 نسمة بحسب إحصاء 2016.